# ویاچسلاف زادوف
ویاچسلاف زادوف (به انگلیسی: Vyacheslav Zudov) فضانورد اهل اتحاد شوروی است که در ۸ ژانویهٔ ۱۹۴۲ در بور، استان نیژنی نووگورود زاده شد. وی در مأموریت سایوز ۲۳ حضور داشته است.